# Neotrichoporoides aeneus
Neotrichoporoides aeneus är en stekelart som först beskrevs av Girault 1913.  Neotrichoporoides aeneus ingår i släktet Neotrichoporoides och familjen finglanssteklar. Inga underarter finns listade i Catalogue of Life.